# Los periféricos
Los periféricos es una película documental de Argentina filmada en colores dirigida por Juan Riggirozzi, Iván Wolovik, Tomás Makaji, Luis Histoshi Díaz, Gonzalo Hernández, Gabriel Patrono, Lautaro Aledda y Pablo Arias Ulloa sobre su propio guion que se estrenó el 2 de mayo de 2019 y que tuvo como tema los márgenes del rock argentino.

## Producción
Gabriel Patrono, director del colectivo cultural La Nave de Los Sueños le propuso a un grupo de colegas relacionados, como él, al rock y al cine hacer una obra en común. Intercambiaron ideas y cada director pudo proponer historias tratando que se logre una película y no solo de una sucesión de cortos; finalmente, ellas coincidieron en un tema común, los márgenes del rock. Cada cortometraje fue autofinanciado y dirigido individualmente en forma autónoma, si bien hubo trabajos en común como el de la posproducción.

## Sinopsis
En su episodio Rigirozzi  trata sobre el Salón Pueyrredón, con entrevistas a sus creadores y gran aporte de archivo. Patrono, tuvo como tema al monologuista y escritor Enrique Symns. Tomás Makaji nos muestra a Max, médico y profesor de la Universidad Nacional de Buenos Aires que fue cantante del grupo pionero del punk y el grafiti, Secuestro. Iván Wolovik tomó la “prehistoria” del rock argentino anterior a La balsa. Luis Hitoshi Díaz y Gonzálo Hernández dedicaron su corto al estudio DDR de Adrogué. Finalmente, Lautaro Aledda y Pablo Arias Ulloa hicieron la historia de Rulo Fernández, uno de los primeros guitarristas del rock argentino.

## Críticas
Santiago Garcia en el sitio leercine.com.ar opinó:

”…documental sobre rock que explora la historia de varios personajes de la periferia del rock en Argentina…. historias del rock que casi nadie conoce, que se parecen en muchos aspectos a una idea más ideal del rock, con la rebeldía marginal del género y de la que solo queda el nombre en la mayoría de los músicos….Hay muchos hallazgos y curiosidades, muchísimo potencial para entender y seguir estas historias. Toda una idea de lo que significa hacer rock y toda una idea del arte. Pero todo eso, plasmado en esta película que también es periférica, no consigue dar un paso más para mantenerse periférica y a la vez con valor y calidad artística que haga la diferencia. Llena de descubrimientos para los que estén interesados en el rock nacional, la película ofrece algunas historias de ser rescatadas.”

Daniel Castelo en el sitio alucinema escribió:

”En Los periféricos hay verdad, urgencia e historia viva por afuera del brillo, los premios Gardel y el reconocimiento masivo. Hay también pulsión del rock de las venas pero sin el costado circense del negocio o la parafernalia kitsch del star system local.”